# Zehneria maysorensis
Zehneria maysorensis là một loài thực vật có hoa trong họ Cucurbitaceae. Loài này được (Wight & Arn.) Arn. miêu tả khoa học đầu tiên năm 1841.